# Hovermo gårdsmuseum
Hovermo gårdsmuseum är ett museum i byn Hovermo, Myssjö socken i Bergs kommun, Jämtland.

## Historia
Hovermo gårdsmuseum drivs av bröderna Folke och Yngve Eriksson, vars farfarsfar Johannes Andersson köpte en gård i Hovermo 1867 och där startade bland annat ett sågverk med en ramsåg och en kvarn. Energin kom från ett vattenfall i Hovermoån, där även en kraftstation byggdes år 1918. Gården växte ut till en familjedriven gårdsindustri, som till delar är bevarad och visas för allmänheten.
Hovermo gårdsmuseum utsågs 2001 till Årets industriminne av SIM - Svenska Industriminnesföreningen. 

### Webbkällor
- Hovermo från Länsstyrelsen i Jämtlands län
- Anders Houltz: Hovermo gårdsmuseum på Svenska Industriminnesföreningens webbplats